# Gjon's Tears
Gjon Muharremaj (* 29. června 1998 Broc), známější jako Gjon's Tears, je švýcarský zpěvák a písničkář kosovsko-albánského původu. V roce 2021 zastupoval Švýcarsko na soutěži Eurovision Song Contest 2021 v Rotterdamu, kde s písní "Tout l'univers" obsadil třetí místo. Je frontmanem indie popové kapely Gjon's Tears & The Weeping Willows.

## Život a kariéra
Gjon Muharremaj se narodil ve švýcarském Broc (kanton Fribourg) albánské matce a kosovskému otci. V osmi letech se začal učit hrát na klavír. Inspirací pro pozdější pseudonym Gjon's Tears se stalo jedno z jeho prvních dětských vystoupení, během něhož písní "Can’t Help Falling In Love" od Elvise Presleyho dojal svého dědečka. Ve dvanácti letech se zúčastnil první řady televizní soutěže Albanians Got Talent (2011), v jejímž finále skončil na třetím místě. O rok později se v podobné soutěži - Die grössten Schweizer Talente - objevil také v rodném Švýcarsku, dostal se však pouze do semifinálového kola. V osmnácti letech nastoupil na hudební akademii La Gustav v Fribourgu.
V roce 2019 se zúčastnil osmé řady francouzské pěvecké reality show The Voice: La plus belle voix. Během castingového kola dokázal s písní "Christine" od Christine and the Queens, během níž se sám doprovázel na klavír, přesvědčit všechny čtyři porotce. Posléze se zařadil do týmu zpěváka Miky a probojoval se do semifinále. V jednotlivých soutěžních kolech interpretoval mimo jiné písně Eltona Johna či Davida Bowieho. Následně vydal debutový singl "Babi", který se dostal na první místo v žebříčku albánské hitparády.

### 2020-2021: Eurovision Song Contest
Počátkem března 2020 oznámila švýcarská veřejnoprávní televize SRG SSR, že vybrala Gjona za zástupce Švýcarska na Eurovision Song Contest v nizozemském Rotterdamu. O něco dříve zpěváka oslovila také albánská televize RTSH, aby se zúčastnil tamějšího národního kola Festivali i Këngës", nakonec se ovšem nepřihlásil.
Na Eurovizi měl vystoupit s francouzsky zpívanou písní "Répondez-moi", na které se autorsky podílel. Evropská vysílací unie však později pořádání soutěže zrušila kvůli důsledkům pandemie covidu-19 v Evropě. Švýcarsko zpěváka nicméně nominovalo v rámci dalšího ročníku, na němž představil píseň "Tout l'univers". S ní ve finále 22. května 2021 získal třetí místo za vítěznou kapelou Måneskin z Itálie a francouzskou zpěvačkou Barbarou Pravi. Píseň "Tout l'univers" navíc vyhrála v hlasování odborné poroty. Mimo to v rámci soutěže získala ocenění skladatelů Marcel Bezençon Awards, rovněž obsadila první místo švýcarské hitparády.
Na podzim se Gjon objevil ve výročním pořadu The Voice All-Stars, v němž se představili dřívější soutěžící soutěže The Voice: la plus belle voix. Probojoval se do semifinálového kola. Následně s albánskou zpěvačkou Arilenou Arou vydal společný singl "Dance Me". Na udílení cen MTV Europe Music Awards 2021 získal ocenění za nejlepší švýcarský počin.

### 2022
Počátkem roku 2022, Gjon's Tears vydal singl "Silhouette". Tato silná balada odráží temné stránky války v Kosovu, kterými si musela projít jeho rodina. Píseň se umístila na 3. místě v albánské hitparádě. V dubnu byl Gjon pozván do francouzské pěvecké soutěže The Voice, aby tuto píseň zaspíval živě. 
Na konci října Gjon vydal další single, a sice "Pure", v jehož textu se snaží popsat krásu života. Pouze pár dní po vydání této písně Gjona pozvala zpěvačka Zazie, jeho velký vzor, aby si s ní zazpíval ve francouzské hudební televizní show hit Coldplay "The Scientist". Tímto se splnil Gjonovi jeho velký sen.
Nejnovější singly budou součástí debutového alba, které má vyjít na jaře roku 2023.

## Diskografie

### Singly
- "Babi" (2019)
- "Répondez-moi" (2020)
- "Tout l'univers" (2021)
- "Dance Me" (feat. Arilena Ara) (2021)
- "Silhouette" (2022)
- "Pure" (2022)
- "Midnight in Paris" (2023)
- "Disco" (2023)